# Maarten Meiners
Maarten Sebastien Meiners (* 8. Februar 1992 in Amersfoort, Provinz Utrecht) ist ein ehemaliger niederländischer Skirennläufer. Der zweifache niederländische Meister startete in allen Disziplinen und nahm bereits sechsmal an Weltmeisterschaften teil.

## Biografie

### Jugend und JWM-Teilnahmen
Maarten Meiners begann im Alter von fünf Jahren mit dem Skifahren. Nachdem er seine ersten Rennen in der Skihalle bestritten hatte, trainierte er zwischen 2004 und 2008 in Österreich, ehe er den Sprung in die niederländische Nationalmannschaft schaffte. In der Saison 2009/10 kürte er sich zum niederländischen Jugendmeister im Riesenslalom und nahm in der Mont-Blanc-Region erstmals an Juniorenweltmeisterschaften teil. Bei drei Starts erreichte er die Ränge 36 und 57 in Slalom und Super-G. Bei seiner zweiten JWM-Teilnahme in Crans-Montana klassierte er sich in allen fünf Disziplinen und erzielte einen 16. Platz in der Super-Kombination als bestes Ergebnis. Bei zwei weiteren Teilnahmen (Roccaraso 2012, Québec 2013) blieb ein zehnter Rang im Riesenslalom (Mont Sainte-Anne 2013) sein Topresultat.

### Weltcup und Großereignisse
Im Januar 2011 gab Meiners im Riesenslalom von Oberjoch sein Europacup-Debüt. Als bisher beste Ergebnisse erreichte er jeweils im Riesenslalom zwei zehnte Ränge ebendort 2014 und in Lélex 2015. Wenige Wochen nach seinem Europacup-Debüt startete er in Garmisch-Partenkirchen erstmals bei Weltmeisterschaften, die er mit den Rängen 52 und 59 in Slalom und Riesenslalom abschloss. Am Ende der Saison sicherte er sich in der Kombination seinen ersten Staatsmeistertitel. Zu Beginn des nächsten Winters gewann er die niederländische Indoor-Meisterschaft. Am 16. Dezember 2012 gab er im Riesenslalom auf der Gran Risa sein Weltcup-Debüt, konnte sich bisher aber nie für einen zweiten Durchgang qualifizieren. Im Februar 2013 belegte er im Rahmen seinen zweiten Weltmeisterschaften in Schladming einen beachtlichen 20. Rang in der Super-Kombination. Die beiden folgenden Weltmeisterschaften (Vail/Beaver Creek 2015, St. Moritz 2017) verliefen nicht nach Wunsch und endeten mit drei Ausfällen in drei Rennen. Nach dem ersten Durchgang des Riesenslaloms von Beaver Creek hatte Meiners noch auf Rang 25 gelegen. Im Rahmen der Universiade in Almaty gewann er im Februar 2017 die Silbermedaille in der Kombination hinter Kristaps Zvejnieks. Am Ende der Saison kürte er sich in St. Johann im Pongau erstmals zum niederländischen Meister im Riesenslalom. 
Seine ersten Weltcuppunkte holte Meiners am 7. Dezember 2020 mit Platz 26 im Riesenslalom von Santa Caterina. 
Am 31. August 2023 gab Meiners sein Karriereende bekannt.
Meiners lebt in Naarden und Innsbruck. Er studiert „Economics & Business“ an der Universiteit van Amsterdam.

## Erfolge

### Olympische Spiele
- Peking 2022: 18. Riesenslalom

### Weltmeisterschaften
- Garmisch-Partenkirchen 2011: 52. Slalom, 59. Riesenslalom
- Schladming 2013: 20. Super-Kombination, 37. Riesenslalom
- Åre 2019: 28. Riesenslalom, 31. Super-G

### Weltcup
- 2 Platzierungen unter den besten 30

### Weltcupwertungen
| Saison  | Gesamt | Gesamt | Riesenslalom | Riesenslalom |
| Saison  | Platz  | Punkte | Platz        | Punkte       |
| ------- | ------ | ------ | ------------ | ------------ |
| 2020/21 | 145.   | 5      | 57.          | 5            |
| 2021/22 | 153.   | 3      | 57.          | 3            |

### Europacup
- Saison 2020/21: 6. Riesenslalomwertung
- 11 Platzierungen unter den besten zehn, davon 1 Podestplatz

### Nor-Am Cup
- 1 Sieg:

| Datum             | Ort     | Land   | Disziplin    |
| ----------------- | ------- | ------ | ------------ |
| 18. Dezember 2019 | Nakiska | Kanada | Riesenslalom |

### Australia New Zealand Cup
- Saison 2018: 2. Gesamtwertung, 1. Super-G-Wertung, 3. Riesenslalomwertung[A 1]
- Saison 2019: 2. Gesamtwertung, 2. Super-G-Wertung, 8. Riesenslalomwertung
- 5 Podestplätze, davon 3 Siege:

| Datum             | Ort          | Land       | Disziplin |
| ----------------- | ------------ | ---------- | --------- |
| 5. September 2018 | Mount Hutt   | Neuseeland | Super-G   |
| 5. September 2018 | Mount Hutt   | Neuseeland | Super-G   |
| 27. August 2019   | Coronet Peak | Neuseeland | Super-G   |

1. ↑  Die Rennen des Australian New Zealand Cup werden jährlich im August und September (Südwinter) ausgetragen und bereits der kommenden, internationalen Saison zugerechnet.

### Juniorenweltmeisterschaften
- Mont Blanc 2010: 36. Slalom, 57. Super-G
- Crans-Montana 2011: 16. Super-Kombination, 32. Slalom, 42. Riesenslalom, 44. Super-G, 62. Abfahrt
- Roccaraso 2012: 12. Riesenslalom, 38. Super-G
- Québec 2013: 10. Riesenslalom, 24. Super-G, 25. Abfahrt

### Weitere Erfolge
- 2 niederländische Meistertitel (Kombination 2011, Riesenslalom 2017)
- 3 niederländische Hallen-Meistertitel (Slalom 2011, 2012 und 2015)
- Sieg bei den slowenischen Meisterschaften im Riesenslalom 2018
- Silber in der Kombination bei der Winter-Universiade 2017
- Niederländischer Jugendmeister im Riesenslalom 2010
- Sieg bei den deutschen Jugendmeisterschaften im Riesenslalom 2013
- 6 Siege in FIS-Rennen